# Beaumont-en-Diois
Beaumont-en-Diois település Franciaországban, Drôme megyében. Lakosainak száma 102 fő (2022. január 1.). Beaumont-en-Diois Beaurières, Bellegarde-en-Diois, Charens, Jonchères, Lesches-en-Diois, Luc-en-Diois, Poyols és Saint-Dizier-en-Diois községekkel határos.

## Népesség
A település népességének változása:
| Lakosok száma | 84   | 42   | 58   | 77   | 89   | 99   | 104  | 105  | 104  | 102  |
|               | 1968 | 1982 | 1990 | 2006 | 2013 | 2015 | 2017 | 2019 | 2020 | 2022 |